# Нижний Бык
Нижний Бык — село в Воробьёвском районе Воронежской области России.
Входит в состав Берёзовского сельского поселения.

## География

### Улицы
- ул. Горького,
- ул. Дзержинского,
- ул. Мира,
- ул. Молодёжная,
- ул. Озёрная,
- ул. Шапошникова.

## История
"Быками" в некоторых диалектах и в наше время называют   возвышенности. Именно от такой возвышенности — меловой горы , у основания которой расположено село, -  и пошло его название.
Село образовано в 1790 году в низовьях реки Подгорное переселенцами из села Никольское 1-е. Жители разводили скот, занимались земледелием.
В 19 веке в Нижнем Быке построили церковь, после чего это место приобрело статус села.
В 30-х годах 20 века в селе Нижний Бык были организованы колхозы имени К. Маркса и «Заветы Ленина», которые в 1950 году объединились в один. В 1960 году образовалась сельскохозяйственная артель «Заветы Ленина», куда был включен еще и колхоз «Красный партизан».
Электричество и радио пришли в сюда только в 60-х годах 20 века. Нижний Бык стал первым селом во всем сельском поселении, где проложили газопровод в 1998 году. В 2003 году здесь появилась своя амбулатория.